# Te robaré (canción de Nicky Jam)
«Te robaré» es una canción del cantante estadounidense Nicky Jam y el cantante puertorriqueño Ozuna, lanzada como sencillo por Sony Music Latin el 22 de marzo de 2019. La canción fue escrita por los dos cantantes, Juan Diego Medina, Johnatan Ballesteros, Vicente Saavedra, Nino Segarra y sus productores Gaby Music y Chris Jeday. Es el segundo sencillo del quinto álbum de estudio de Nicky Jam, Íntimo. 

## Vídeo musical
El video dirigido por Jessy Terrero, muestra a varias mujeres bailando y posando frente a diversos escenarios, como cabinas telefónicas y automóviles, mientras Nicky Jam y Ozuna están actuando. El video musical tenía más de 500 millones de visitas en YouTube hasta enero de 2020.

## Rendimiento comercial
«Te robaré» alcanzó el número uno en la lista Billboard Latin Airplay de Estados Unidos, con fecha al 27 de julio de 2019, lo que le valió a Nicky Jam y Ozuna su número 10 y 11, respectivamente.

## Posicionamiento en listas
| Listas (2019)                      | Mejor posición |
| ---------------------------------- | -------------- |
| Argentina (Argentina Hot 100)      | 7              |
| Bolivia (Monitor Latino)           | 2              |
| Chile (Monitor Latino)             | 2              |
| Colombia (Monitor Latino)          | 3              |
| Colombia (National-Report)         | 1              |
| España (PROMUSICAE)                | 7              |
| Estados Unidos (Billboard Hot 100) | 91             |
| Estados Unidos (Hot Latin Songs)   | 6              |
| Honduras (Monitor Latino)          | 5              |
| Italia (FIMI)                      | 87             |
| Nicaragua (Monitor Latino)         | 5              |
| Panamá (Monitor Latino)            | 13             |
| Paraguay (Monitor Latino)          | 2              |
| Puerto Rico (Monitor Latino)       | 19             |
| Suiza (Schweizer Hitparade)        | 28             |
| Uruguay (Monitor Latino)           | 1              |
| Venezuela (Monitor Latino)         | 15             |

## Certificaciones
| País (organismo certificador) | Certificación | Unidades certificadas |
| ----------------------------- | ------------- | --------------------- |
| Italia (FIMI)                 | Platino       | 50.000                |
| México (AMPROFON)             | Platino + Oro | 90.000                |